# Seleucus (Mondkrater)
Seleucus ist ein Einschlagkrater auf der nordwestlichen Mondvorderseite in der Ebene des Oceanus Procellarum, südlich von Briggs und östlich der großen Wallebene von Eddington.
Das Innere weist ausgeprägte Terrassierungen auf.
| Buchstabe | Position           | Durchmesser | Link |
| --------- | ------------------ | ----------- | ---- |
| A         | 22,02° N, 60,51° W | 6 km        |      |
| E         | 22,41° N, 63,89° W | 4 km        |      |

Der Krater wurde 1935 von der IAU nach dem griechischen Astronomen Seleukos von Seleukia offiziell benannt.